# 水原韓国電力ビクストーム
水原韓国電力ビクストーム（スウォン韓国電力ビクストーム、韓国語: 수원 한국전력 빅스톰）は、韓国・水原市を本拠地とする男子バレーボールチーム。

## 歴史
1945年に南鮮合同電気バレーボール部として創設。1961年、南鮮合同電気を含めた電力会社3社の統合により韓国電力株式会社が設立され、韓国電力のバレーボール部となる。
2005年に韓国のVリーグが設立されたが、チームはまだプロ化には至っておらず、招待チームとしてVリーグに参戦した。
2008年、韓国バレーボール連盟(KOVO)に準会員として加盟し、同年、水原市を本拠地として男子5チーム目のプロクラブとなった。チーム名は「水原KEPCO45」とした。
2012年、チーム名を「KEPCOビクストーム」とした。ビクストーム(Vixtorm)とは、勝利のVictoryと嵐のStormを合わせた造語で、強力の新しい風を吹かせたいという気持ちが込められた。
2013年、チーム名の「KEPCO」の部分を「韓国電力」とし、チーム名を現在の「水原韓国電力ビクストーム」とした。
2016年、KOVOカップで初優勝を果たし、プロ化後初タイトルを獲得。2017年もKOVOカップで優勝し、連覇を果たした。2020年もKOVOカップで優勝。

## 歴代所属選手
- アンジェルコ・チュク
- 伊賀亮平
- 中野倭

## 主な成績
Vリーグ (韓国)
- 優勝：なし
- 準優勝：なし

KOVOカップ
- 優勝：3回（2016年、2017年、2020年）
- 準優勝：1回（2022年）